# Obergraben (Büren)
Der Obergraben befindet sich etwa 2 Kilometer von der Stadt Büren, Kreis Paderborn (Nordrhein-Westfalen) entfernt. Der Graben führt an der Landstraße 637 entlang. Er endet neben der Zufahrt zum Gut Holthausen.

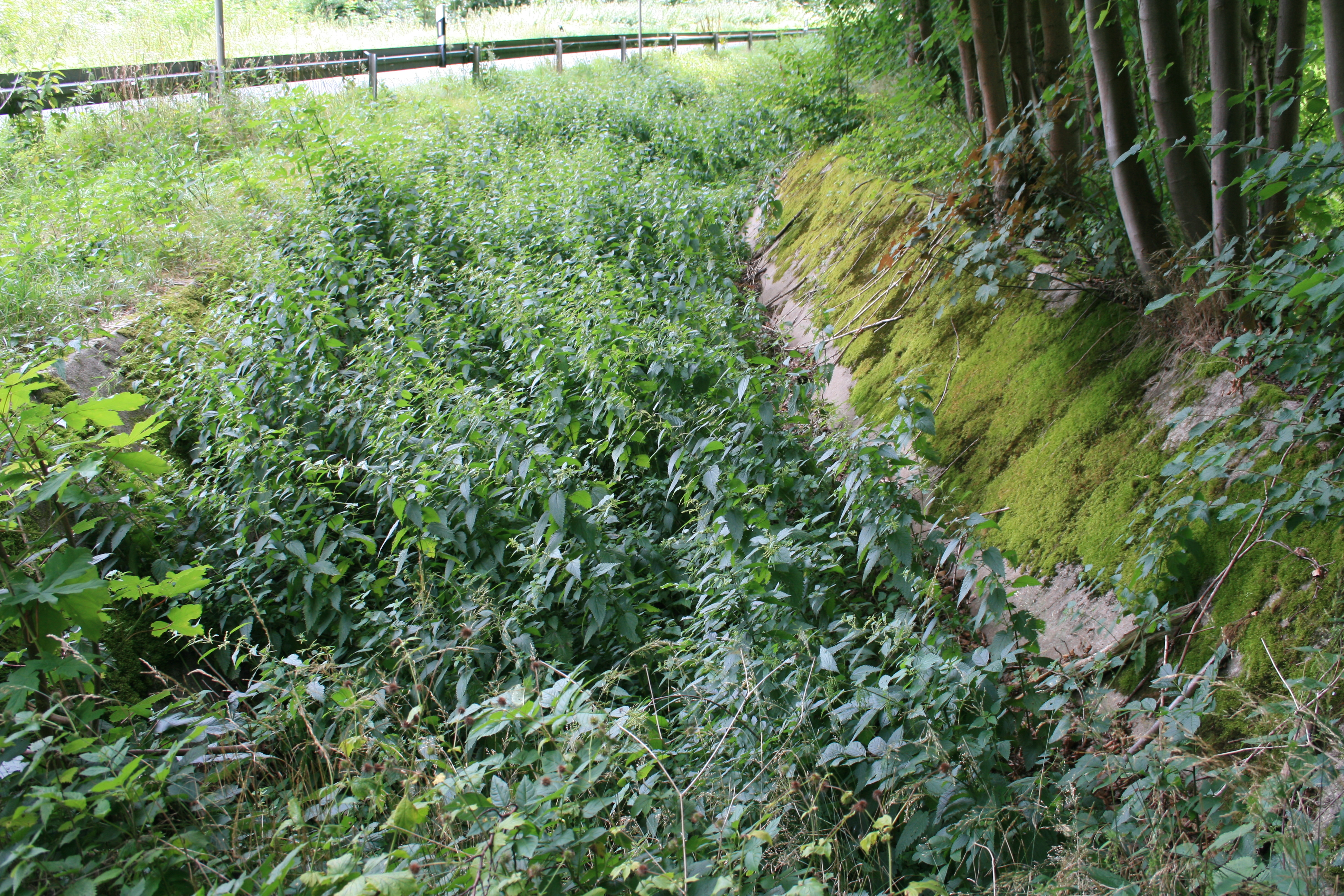
Obergraben (Büren)

## Geschichte
Der Obergraben wurde im Jahre 1916 von Kriegsgefangenen des Ersten Weltkriegs erbaut. Er diente dazu, die Leistungsfähigkeit des Elektrizitätswerks, das sich in der 1984 abgerissenen Obermühle befand, zu erhöhen. Er wurde in sechs Monaten errichtet. Die Gefangenen, die ihn erbauten, waren bis zur Vollendung des Grabens im Gut Holthausen untergebracht. Er begann unterhalb von Weine an einem Wehr, das zum Bau des Grabens neu errichtet worden war und hatte eine Länge von 1,5 Kilometern. Im Volksmund wurde der Graben früher ″Panamakanal″ genannt.